# Dimensional Fund Advisors
Dimensional Fund Advisors, L.P. (Dimensional eller DFA)) er en amerikansk investeringsvirksomhed med hovedkvarter i Austin, Texas. Dimensional blev etableret i Chicago i 1981 af David Booth, Rex Sinquefield og Larry Klotz. De har aktiver under forvaltning for 540 mia. USD.